# May I Sing with Me
May I Sing with Me är det fjärde studioinspelade albumet av det Hobokenbaserade indierockbandet Yo La Tengo. Albumet är det första med den nuvarande basisten James McNew.

## Låtlista
1. "Detouring America With Horns" – 3:56
2. "Upside-Down" – 2:34
3. "Mushroom Cloud Of Hiss" – 9:09
4. "Swing For Life" – 5:07
5. "Five-Cornered Drone (Crispy Duck)" – 6:26
6. "Some Kinda Fatigue" – 4:26
7. "Always Something" – 4:30
8. "86-Second Blowout" – 1:26
9. "Out The Window" – 3:53
10. "Sleeping Pill" – 9:25
11. "Satellite" – 2:12